# Kajsa Rehnman
Kajsa Rehnman, född 23 april 1968 i Lund, är en svensk TV-producent, medielärare och rektor.
Hon har sedan början av 1990-talet arbetat med ett stort antal TV-produktioner för de flesta svenska TV-kanalerna som SVT, TV3, TV4, TV8 och UR.
Kajsa Rehnman antogs hösten 1990, efter journalistutbildningen i Stockholm, till Sveriges Televisions nysatsning för att utbilda egna bildproducenter. Tanken med kursen var att stärka SVT:s varumärke genom att ha producenter utbildade i samma anda och med liknande grund för yrket. De sex eleverna placerades efter kursen ut på SVT:s olika avdelningar som nyheter, nöje och drama. Kajsa Rehnman placerades på Aktuellt för att stärka nyhetsavdelningen. 
Efter en period rekryterades hon till Strix Television och blev där bildproducent för de flera av TV-produktionsbolagets samhällsprogram som Efterlyst, Ikväll: Robert Aschberg och Stoppa pressarna. Kajsa Rehnman har sedan arbetat för flera olika kanaler och produktionsbolag med just nyhets- och samhällsprogram som sin specialitet.
I början av 2000-talet erbjöds Kajsa Rehnman att ta över TV-produktionsutbildningen på Mediagymnasiet i Nacka. Under 2008 var hon med och startade en liknande utbildning för NTI-gymnasiet i Umeå, en skola hon idag även är rektor för.
I sitt uppdrag som tf rektor har Kajsa Rehnman fått uppmärksamhet för sin satsning på surfplattor i undervisningen, vilket gör NTI-gymnasiet i Umeå en av de första skolor i Sverige som övergår till teknologistödd undervisning.

## TV-produktioner i urval
- Aktuellt (SVT)
- Rapport (SVT)
- Gomorron Sverige (SVT)
- Veckans Affärer (TV3)
- Efterlyst (TV3)
- Stoppa pressarna (TV3)
- Ikväll: Robert Aschberg (TV3)
- Mänskligt (TV3)
- Sportnytt (SVT)
- Svart eller vitt (TV4)
- O som i Ortmark (TV8)
- Ramp (UR)